# Prag (Band)
Prag ist eine deutsche Pop-Rock-Band aus Berlin.

## Geschichte
Die Band Prag wurde im Jahr 2012 von Erik Lautenschläger und dem Solokünstler und Arrangeur Tom Krimi (Stereo de Luxe) gegründet. Kurz darauf kam Nora Tschirner hinzu, die Lautenschläger bereits seit Schulzeiten kannte. Für ihr Debütalbum Premiere wurde die Band von einem Filmorchester aus Prag begleitet, da der Band digital aufgezeichnete Streichorchesterklänge nicht ausreichten und sie lieber mit einem echten Orchester arbeiten wollte. Dabei fiel die Wahl auf das Orchester aus Prag, da alle drei Bandmitglieder von der Stadt begeistert waren, was auch der Grund für den Namen der Band ist. Das Album wurde am 25. Januar 2013 bei ihrem eigenen Musiklabel Týnská Records veröffentlicht. Das zweite Album Kein Abschied wurde 2015 veröffentlicht. Die Orchesteraufnahmen fanden dieses Mal in Polen mit dem „Orchester Sinfonietta Cracovia“ statt. Im Jahr 2015 trennte sich Nora Tschirner von der Band.
Am 18. August 2017 veröffentlichte die Band ihr drittes Album Es war nicht so gemeint mit Josephin Busch als Sängerin, welche die Band auch auf der darauffolgenden Tournee begleitete. Busch ist auch an dem 2020 veröffentlichten Album Zu Dritt beteiligt.

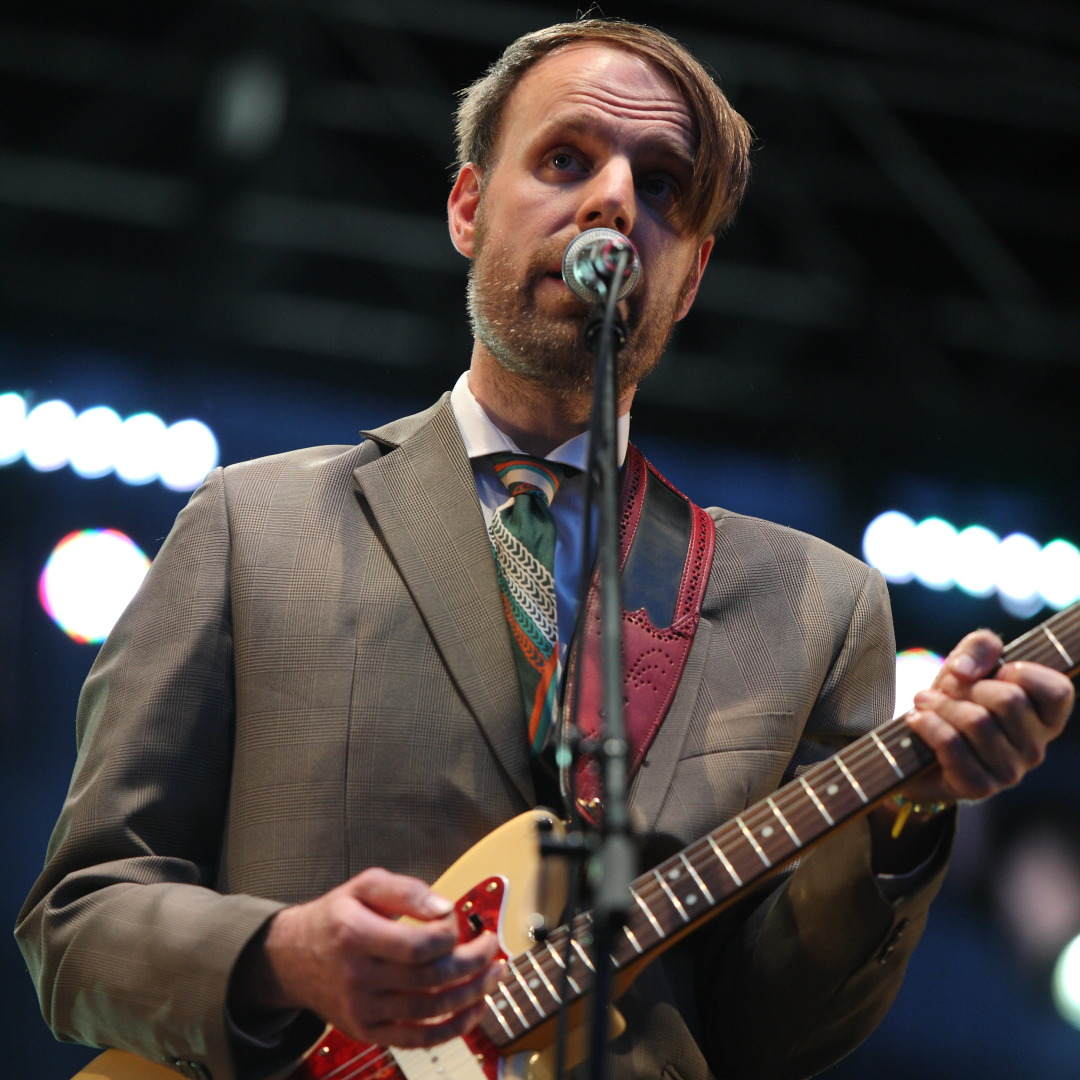
Erik Lautenschläger
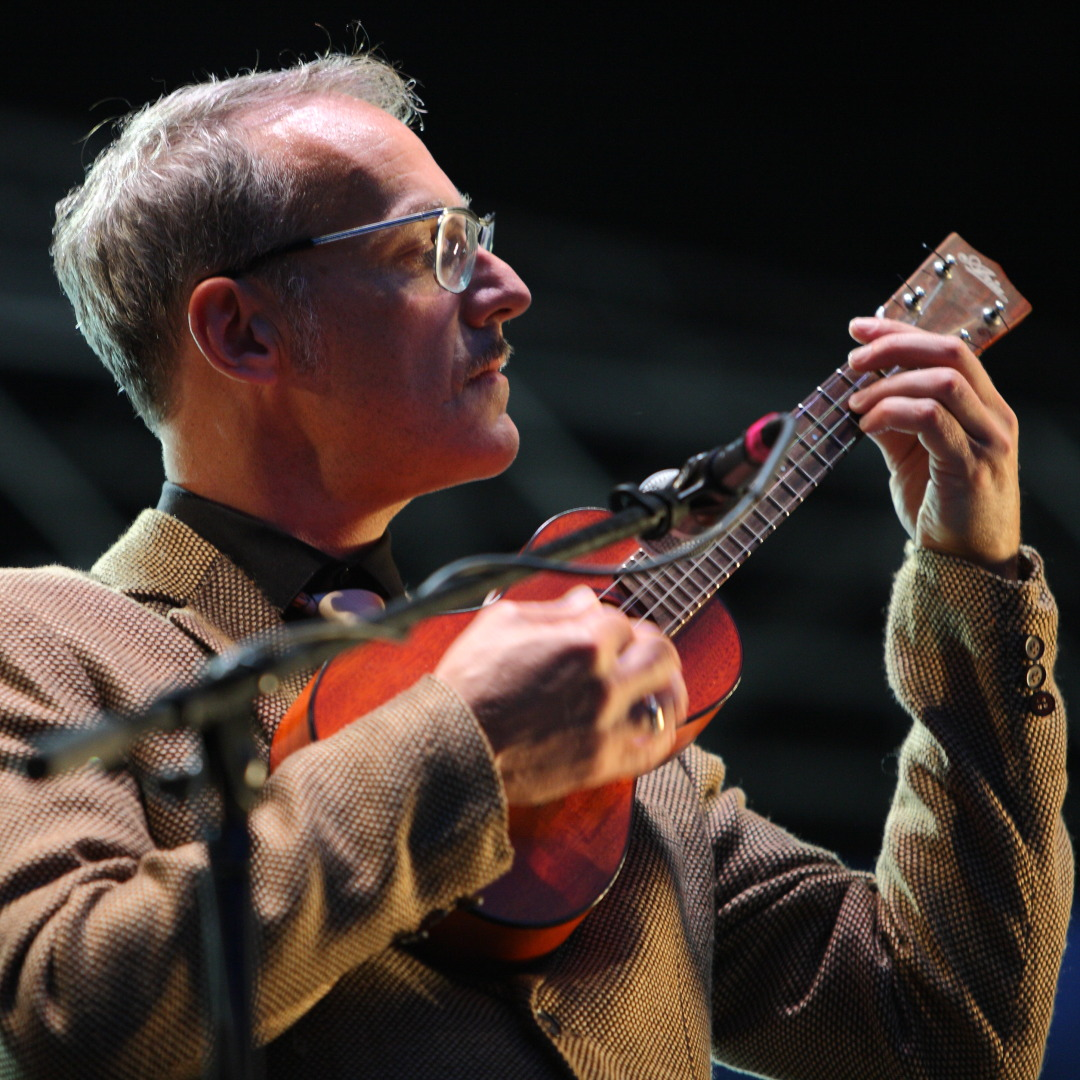
Tom Krimi
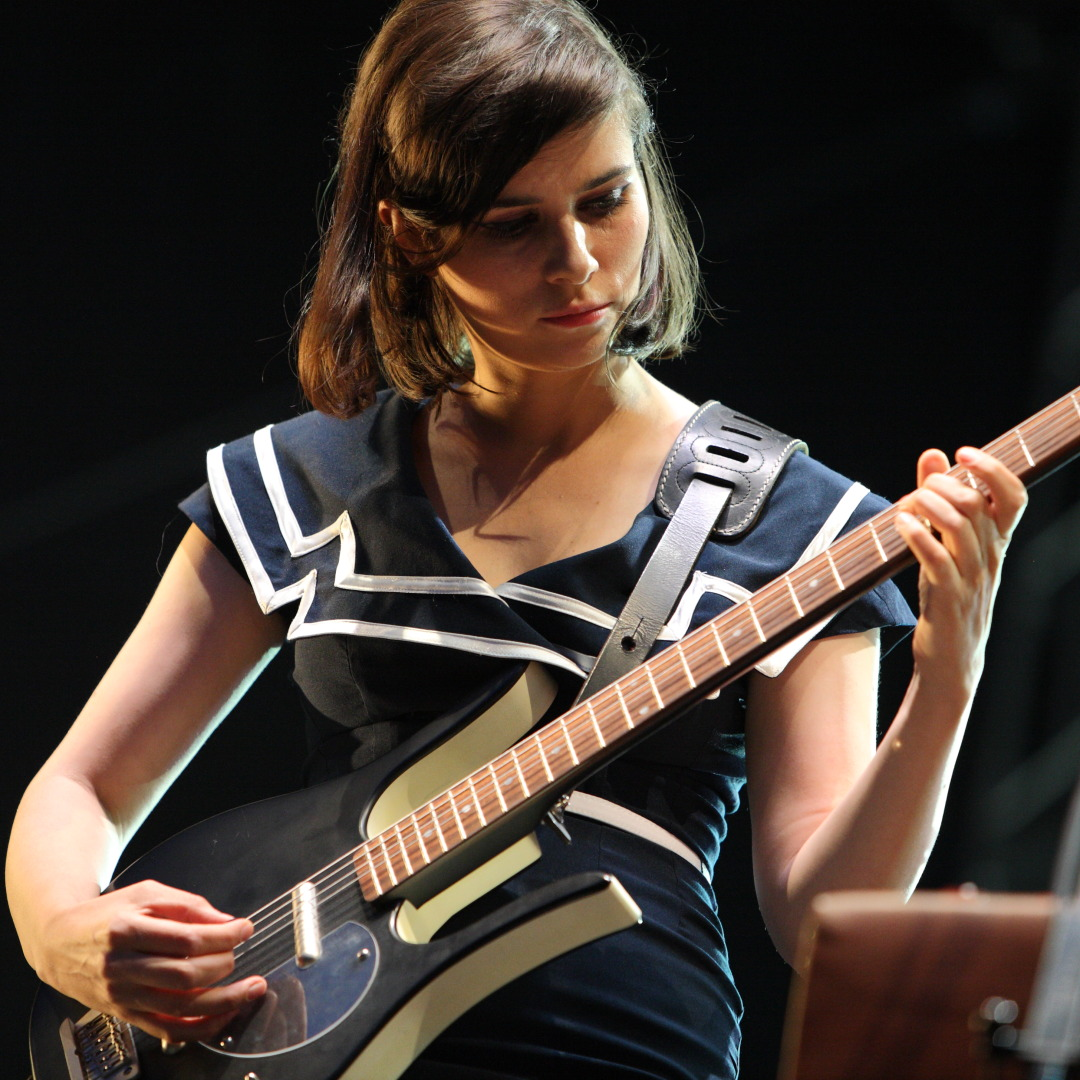
Nora Tschirner

## Diskografie
Alben
- 2013: Premiere
- 2015: Kein Abschied
- 2017: Es war nicht so gemeint
- 2020: Zu Dritt

EPs
- 2013: Matinée[7]

 Singles
- 2012: Sophie Marceau
- 2013: Bis einer geht
- 2015: All die Narben
- 2015: Dieser Himmel
- 2016: Was können die Blumen dafür